# تپه صندل‌آباد
تپه صندل آباد مربوط به قبل از اسلام تا سدهٔ ۳ ه.ق است و در شهرستان بجنورد، بین روستاهای حمزانلو و صندل آباد واقع شده و این اثر در تاریخ ۲۳ فروردین ۱۳۴۶ با شمارهٔ ثبت ۷۰۹ به‌عنوان یکی از آثار ملی ایران به ثبت رسیده است.